# AutoSport
A Autosport é um jornal português especializado em desporto automóvel, cujo primeiro número remonta a 1 de setembro de 1977. Nos seus 47 anos de idade, a publicação, popularizada enquanto jornal, sofreu várias mudanças, umas mais visíveis, outras nem tanto, desde o formato até às empresas detentoras. Saiu nas bancas a vários dias da semana, e atravessou inclusive um período enquanto revista.
Uma das alterações mais radicais foi a passagem ao formato de revista pela primeira vez, decorria o ano de 2009. Em Fevereiro desse ano foi para as bancas a primeira edição semanal enquanto revista em formato A4 e com mais de 60 páginas. Posteriormente, em 2012, o Semanário dos Campeões deixou de ter uma edição semanal impressa passando a mensal, numa segunda série que se prolongou por apenas oito meses. Na mesma altura, foi lançada a AutoSport Digital, disponibilizada semanalmente em duas edições, uma de antevisão e outra de análise, das principais provas motorizadas internacionais.
O regresso ao formato jornal deu-se em Novembro de 2012, depois do AutoSport ter quase sido fechado pela Impresa. A salvação veio do grupo Moonmedia, que dois dias após o anúncio da decisão da Impresa anunciou a compra do Semanário dos Camopeões. Com esta novidade, regressou também o formato de jornal semanal, com o nº 1822 a ir para as bancas a 28 de Novembro de 2012.
Actualmente, o AutoSport prepara o projecto de um livro de capas, com o primeiro volume (intitulado Anos 80: 12 Anos de Capas. AutoSport 1977-1989/Recordamos Histórias) a ser publicado nas livrarias no final de 2013.
A publicação faz parte do grupo FollowMedia Comunicação, sendo o seu director Pedro Corrêa Mendes.